# Primera División de México de 2014-15 - Apertura
O torneio Apertura de 2014 iniciou a temporada 2014-15 da primeira divisão do Campeonato Mexicano, competição foi organizada pela FMFA. O América foi o campeão do torneio vencendo o Tigres UANL na grande decisão.

## Participantes
| Equipe             | Localidade       | Entidade federativa | Estádio (mando)                | Capacidade |
| ------------------ | ---------------- | ------------------- | ------------------------------ | ---------- |
| América            | Cidade do México | Cidade do México    | Estádio Azteca                 | 105 064    |
| Atlas              | Guadalajara      | Jalisco             | Estádio Jalisco                | 63 163     |
| Chiapas            | Tuxtla Gutiérrez | Chiapas             | Estádio Víctor Manuel Reyna    | 25 222     |
| Cruz Azul          | Cidade do México | Cidade do México    | Estádio Azul                   | 32 904     |
| Chivas Guadalajara | Guadalajara      | Jalisco             | Estádio Omnilife               | 49 850     |
| León               | León (México)    | Guanajuato          | Estádio León                   | 35 000     |
| Monterrey          | Monterrey        | Nuevo León          | Estádio Tecnológico            | 38 485     |
| Monarcas Morelia   | Morelia          | Michoacán           | Estadio Morelos                | 41 038     |
| Pachuca            | Pachuca de Soto  | Hidalgo             | Estádio Hidalgo                | 25 000     |
| Puebla             | Puebla           | Puebla              | Estádio Cuauhtémoc             | 42 684     |
| Querétaro          | Querétaro        | Querétaro           | Estádio Corregedoria           | 40 000     |
| Santos Laguna      | Torreón          | Coahuila            | Nuevo Estadio Corona           | 30,000     |
| Tigres UANL        | Monterrey        | Nuevo León          | Estádio Universitario          | 42 000     |
| Tijuana            | Tijuana          | Baja California     | Estádio Caliente               | 33 333     |
| Toluca             | Toluca           | México              | Estádio Nemesio Díez           | 22 000     |
| Leones Negros UG   | Guadalajara      | Jalisco             | Estádio Jalisco                | 56 713     |
| Pumas UNAM         | Cidade do México | Cidade do México    | Estádio Olímpico Universitário | 63 186     |
| Veracruz           | Veracruz         | Veracruz            | Estádio Luis "Pirata" Fuente   | 30 000     |

## Fase de Qualificação

### Classificação
| Pos | Equipes            | Pts | J  | V | E  | D  | GM | GS | SG  | Classificação ou rebaixamento                                                                    |
| --- | ------------------ | --- | -- | - | -- | -- | -- | -- | --- | ------------------------------------------------------------------------------------------------ |
| 1   | América            | 31  | 17 | 9 | 4  | 4  | 28 | 18 | 10  | Classificado à Liga dos Campeões da CONCACAF de 2015-16                                          |
| 2   | Tigres UANL        | 31  | 17 | 8 | 7  | 2  | 25 | 17 | 8   | Classificado à Copa Libertadores da América de 2015 e à Liga dos Campeões da CONCACAF de 2015-16 |
| 3   | Atlas              | 31  | 17 | 9 | 4  | 4  | 22 | 20 | 2   | Classificado à Copa Libertadores da América de 2015                                              |
| 4   | Toluca             | 29  | 17 | 8 | 5  | 4  | 24 | 18 | 6   |                                                                                                  |
| 5   | Chiapas            | 28  | 17 | 7 | 7  | 3  | 24 | 20 | 4   |                                                                                                  |
| 6   | Monterrey          | 27  | 17 | 8 | 3  | 6  | 23 | 20 | 3   |                                                                                                  |
| 7   | Pachuca            | 25  | 17 | 7 | 4  | 6  | 20 | 18 | 2   |                                                                                                  |
| 8   | Pumas UNAM         | 24  | 17 | 6 | 6  | 5  | 24 | 20 | 4   |                                                                                                  |
| 9   | Santos Laguna      | 23  | 17 | 5 | 8  | 4  | 23 | 24 | -1  |                                                                                                  |
| 10  | León               | 22  | 17 | 7 | 1  | 9  | 29 | 27 | 2   |                                                                                                  |
| 11  | Tijuana            | 21  | 17 | 4 | 9  | 4  | 21 | 19 | 2   |                                                                                                  |
| 12  | Querétaro          | 21  | 17 | 6 | 3  | 8  | 23 | 22 | 1   |                                                                                                  |
| 13  | Cruz Azul          | 21  | 17 | 5 | 6  | 6  | 16 | 15 | 1   |                                                                                                  |
| 14  | Leones Negros UG   | 17  | 17 | 3 | 8  | 6  | 10 | 16 | -6  |                                                                                                  |
| 15  | Puebla             | 16  | 17 | 2 | 10 | 5  | 10 | 21 | -11 |                                                                                                  |
| 16  | Chivas Guadalajara | 16  | 17 | 3 | 7  | 7  | 13 | 20 | -7  |                                                                                                  |
| 17  | Veracruz           | 15  | 17 | 3 | 6  | 8  | 8  | 15 | -7  |                                                                                                  |
| 18  | Monarcas Morelia   | 10  | 17 | 2 | 4  | 11 | 16 | 34 | -18 | Classificado à Primeira Fase da Copa Libertadores da América de 2015                             |

- O Monarcas Morelia se classificou para a Copa Libertadores da América de 2015 por ser o campeão da Supercopa MX de 2014.
- As duas equipes com a melhor colocação na fase de qualificação, que não estão disputando a Liga dos Campeões da CONCACAF de 2014–15 (exceto o campeão), se classificam para a Copa Libertadores da América de 2015.

## Fase Final

### Esquema
|  | Quartas de final | Quartas de final | Quartas de final | Quartas de final | Quartas de final |   |         | Semifinal   | Semifinal | Semifinal | Semifinal | Semifinal |  |  | Final | Final       | Final | Final | Final |
|  |                  |                  |                  |                  |                  |   |         |             |           |           |           |           |  |  |       |             |       |       |       |
|  | 2                | Tigres UANL      | 1                | 1                | 2                |   |         |             |           |           |           |           |  |  |       |             |       |       |       |
|  | 7                | Pachuca          | 1                | 1                | 2                |   |         |             |           |           |           |           |  |  |       |             |       |       |       |
|  | 7                | Pachuca          | 1                | 1                | 2                |   | 2       | Tigres UANL | 0         | 0         | 0         |           |  |  |       |             |       |       |       |
|  |                  |                  |                  |                  |                  |   | 2       | Tigres UANL | 0         | 0         | 0         |           |  |  |       |             |       |       |       |
|  |                  | 4                | Toluca           | 0                | 0                | 0 |         |             |           |           |           |           |  |  |       |             |       |       |       |
|  | 5                | 4                | Toluca           | 0                | 0                | 0 | Chiapas | 1           | 1         | 2         |           |           |  |  |       |             |       |       |       |
|  | 5                |                  |                  |                  |                  |   | Chiapas | 1           | 1         | 2         |           |           |  |  |       |             |       |       |       |
|  | 4                | Toluca           | 1                | 1                | 2                |   |         |             |           |           |           |           |  |  |       |             |       |       |       |
|  |                  |                  |                  |                  |                  |   |         |             |           |           |           |           |  |  | 2     | Tigres UANL | 1     | 0     | 1     |
|  |                  |                  | 1                | América          | 0                | 3 | 3       |             |           |           |           |           |  |  |       |             |       |       |       |
|  | 3                | Atlas            | 1                | 0                | 1                |   |         |             |           |           |           |           |  |  |       |             |       |       |       |
|  | 6                | Monterrey        | 0                | 2                | 2                |   |         |             |           |           |           |           |  |  |       |             |       |       |       |
|  | 6                | Monterrey        | 0                | 2                | 2                |   | 6       | Monterrey   | 0         | 0         | 0         |           |  |  |       |             |       |       |       |
|  |                  |                  |                  |                  |                  |   | 6       | Monterrey   | 0         | 0         | 0         |           |  |  |       |             |       |       |       |
|  |                  | 1                | América          | 3                | 0                | 3 |         |             |           |           |           |           |  |  |       |             |       |       |       |
|  | 1                | 1                | América          | 3                | 0                | 3 | América | 0           | 1         | 1         |           |           |  |  |       |             |       |       |       |
|  | 1                |                  |                  |                  |                  |   | América | 0           | 1         | 1         |           |           |  |  |       |             |       |       |       |
|  | 8                | Pumas UNAM       | 1                | 0                | 1                |   |         |             |           |           |           |           |  |  |       |             |       |       |       |

- O campeão e vice do torneio Apertura se classificam para a Liga dos Campeões da CONCACAF de 2015-16.

## Premiação
| Campeão Mexicano 2014-15 Apertura 2014 |
| México                                 |
| -------------------------------------- |
| América (12º título)                   |

"Fonte: <http://www.meusresultados.com/futebol/mexico/primeira-divisao/?t=Wl6Viugk&ts=8feVEmF2>"